# Cessnock City
Koordinaten: 32° 59′ S, 151° 21′ O

Cessnock City ist ein lokales Verwaltungsgebiet (LGA) im australischen Bundesstaat New South Wales. Das Gebiet ist 1.965,2 km² groß und hat etwa 64.000 Einwohner.
Cessnock liegt im Osten des Staates in der Hunter-Region etwa 150 km nördlich der Metropole Sydney. Das Gebiet umfasst 59 Ortsteile und Ortschaften, darunter Aberdare, Abermain, Abernethy, Bellbird, Cessnock, Ellalong, Kearsley, Kitchener, Kurri Kurri, Millfield, Mulbring, Pelaw Main, Weston, Wollombi und Teile von Branxton und Greta. Der Sitz des City Councils befindet sich in Cessnock in der Nordosthälfte der LGA, wo etwa 16.300 Einwohner leben.

## Verwaltung
Der Cessnock City Council hat 13 Mitglieder, die von den Bewohnern der LGA gewählt werden. Je drei Mitglieder kommen aus den vier Wards A, B, C und D, der Vorsitzende und Mayor (Bürgermeister) wird zusätzlich von allen Bewohnern der LGA gewählt. Die vier Wahlbezirke sind unabhängig von den Ortschaften festgelegt.

## Bekannte Personen der Stadt
- Casey Stoner, MotoGP-Weltmeister 2008 (aus Kurri Kurri)